# Kyllian Gasnier
Kyllian Gasnier, né le 30 juin 2002 à Paris, est un footballeur français évoluant au poste de milieu de terrain au Pau FC.

## Biographie

### Formation et débuts
Originaire de Neuilly-sur-Marne, Kyllian Gasnier commence le football dès l'âge de huit ans au Paris FC. Repéré par les recruteurs de l’INF Clairefontaine, il est sélectionné parmi 3 000 jeunes pour intégrer la promotion 2011. Il y passe trois ans avant de rejoindre le centre de formation du Stade rennais en 2014, évoluant au sein des catégories jeunes au niveau national et en UEFA Youth League.
Au sein de l'académie bretonne, il côtoie des joueurs comme Eduardo Camavinga, Brandon Soppy ou Georginio Rutter. Il progresse dans les équipes de jeunes et intègre l'équipe réserve de Rennes en National 3, disputant 24 matchs et inscrivant 9 buts entre 2019 et 2022.
Malgré de bonnes performances, il ne parvient pas à décrocher de contrat professionnel. Après des essais non concluants en Espagne et au Portugal, il se retrouve sans club pendant plusieurs mois,.

### Les Herbiers
En janvier 2023, Gasnier s'engage avec Les Herbiers, en National 2. Il y dispute 15 rencontres pour 3 buts et se fait rapidement remarquer par sa vision du jeu et sa technique.

### Chamois niortais
Ses bonnes performances attirent l’attention du Chamois niortais FC, en Championnat National. Il rejoint le club en juillet 2023 et s'impose rapidement comme un titulaire en puissance : 4 buts et 1 passe décisive en 11 matchs. Toutefois, en novembre 2023, il est victime d’une grave blessure au genou qui met fin prématurément à sa saison.
Malgré cette blessure, il entame une rééducation rapide et affiche un état d’esprit combatif, affirmant vouloir revenir plus fort.

### Pau FC
Le 21 août 2024, alors en phase de reprise, Gasnier rejoint le Pau FC en Ligue 2. Il fait ses débuts dans l’élite le 30 août 2024, lors d’un match nul contre Grenoble (1-1), en remplaçant Antoine Mille à la 74e minute.

#### Prêt à Valenciennes
En janvier 2025, il est prêté pour six mois au Valenciennes FC, alors en lutte pour le maintien. Il y joue 13 matchs et inscrit un but, tout en consolidant son expérience au niveau professionnel.

## Style de jeu
Milieu offensif de formation, Kyllian Gasnier est un joueur polyvalent capable d’évoluer à plusieurs postes au milieu de terrain, notamment en relayeur ou meneur de jeu reculé, ainsi qu’en attaquant ou ailier. Il se distingue par une bonne qualité technique, une capacité à se projeter rapidement vers l’avant et une bonne lecture du jeu. Son pied droit précis lui permet d’être efficace dans la création d’occasions. Ses entraîneurs soulignent également son tempérament travailleur et sa résilience, notamment après sa grave blessure aux ligaments croisés.